# Hypericum mutilum
Hypericum mutilum é uma espécie de planta com flor pertencente à família Hypericaceae. 
A autoridade científica da espécie é L., tendo sido publicada em Species Plantarum 2: 787. 1753.

## Portugal
Trata-se de uma espécie presente no território português, nomeadamente no Arquipélago dos Açores.
Em termos de naturalidade é introduzida na região atrás indicada.

## Protecção
Não se encontra protegida por legislação portuguesa ou da Comunidade Europeia.